# Atomic City (U2)
Atomic City is een nummer van de Ierse rockband U2 uit 2023.

## Achtergrondinformatie
"Atomic City" was de eerste nieuwe single van U2 in bijna twee jaar. Het nummer verscheen in aanloop naar de U2:UV Achtung Baby Live at Sphere-concertreeks in Las Vegas, de tekst is dan ook een ode aan de Amerikaanse gokstad. Ook zijn het refrein en de intro beïnvloed door Call Me van Blondie, vandaar dat zangeres Deborah Harry ook op de credits vermeld staat. Daarnaast heeft Bono aangegeven dat het nummer ook door The Clash en de postpunk uit de jaren '70 is beïnvloed. Verder wordt in de tekst verwezen naar discokoning Giorgio Moroder.
Het nummer beleefde de Nederlandse radiopremière op 29 september 2023 op NPO 3FM en kwam binnen op de 28e positie in de Tipparade.

## Tracklijst
Muziekdownload
1. "Atomic City" - 3:30